# Copelatus striaticollis
Copelatus striaticollis is een keversoort uit de familie waterroofkevers (Dytiscidae). De wetenschappelijke naam van de soort is voor het eerst geldig gepubliceerd in 1857 door Lucas.